# Fuchū (Hiroszima)
Fuchū (jap. 府中市 Fuchū-shi) – miasto w Japonii, w prefekturze Hiroshima. Leży na wyspie Honsiu (Honshū), w regionie Chūgoku.

## Położenie
Miasto leży w środkowej części prefektury graniczy z miastami:
- Miyoshi
- Fukuyama
- Onomichi
- Shōbara

## Historia
Prawa miejskie uzyskało 31 marca 1954 roku.